# 莫頓·亨特
莫頓·馬吉爾·亨特（Morton Magill Hunt，1920年2月20日—2016年3月12日）是一位美國心理學家，也是位科普作家，作品可見於《紐約客》、《紐約時報雜誌》與《哈潑雜誌》。 亨特畢業於天普大學與賓夕法尼亞大學，自1949年起從事自由寫作工作，主要書寫社會與行為科學領域的文章。他一生至少撰寫18本書與超過450篇文章。